# Carrigtwohill
Carrigtwohill (Carraig Tuathaill en irlandais) est une ville du comté de Cork en république d'Irlande.
La ville de Carrigtwohill compte 5 080 habitants.

## Économie
Un certain nombre de sociétés multinationales ont des locaux dans le quartier d'affaires IDA à l’ouest de la ville, notamment GE Healthcare, Stryker, PAS Technologies, Merck Millipore, Abbott Laboratories, Gilead Sciences et Rockwell-Proscon. L’économie locale a été durement touchée en octobre 2007 lorsque le géant de la biotechnologie Amgen a mis définitivement à la ferraille son usine partiellement construite située à Ballyadam, à la périphérie de Carrigtwohill.
Un certain nombre de lotissements ont été construits à Carrigtwohill, dont Castlelake à l’ouest, Cluain Cairn et Cul Ard au nord. La chaîne de supermarchés Aldi est présente dans le développement commercial de Castlesquare, qui fait partie du développement de Castlelake.

## La démographie
En 2016, Carrigtwohill comptait 5 080 habitants (2 510 / 49,4% d'hommes, 2 570 / 50,6% de femmes), dont 68% d'Irlandais de race blanche, moins de 1% de voyageurs irlandais, 19% d'autres de race blanche, 6% noirs, 2% asiatiques, 1% autres, tandis que 3% n’avaient pas indiqué d’origine ethnique. En termes de religion, la région était composée à 79% de catholiques, 10% d’autres religions déclarées, 8% de non-religion et 3% de non-religion

## Transport

### Rail
La gare de Carrigtwohill est située sur le service de train de banlieue de Cork entre Midleton et la ville de Cork. Les passagers pour Cobh changent à Glounthaune. Une deuxième station, Carrigtwohill West, devait desservir l’ouest de la ville, le Fota Retail Park et la zone industrielle IDA - mais n’avait pas progressé au-delà du stade de la planification.
La gare ferroviaire originale de Carrigtwohill a été ouverte le 2 novembre 1859, fermée au trafic de marchandises le 2 décembre 1974 et totalement fermée à partir du 6 septembre 1976.Une nouvelle gare a été officiellement inaugurée le 30 juillet 2009 au nord de la ville, avec Park n 'Ride installations pour les navetteurs se rendant à la ville de Cork.

### Bus
Carrigtwohill est desservi par les services de bus, y compris la route 261 de Cork à Midleton. Carrigtwohill est également desservie par les lignes de bus 240, 241 et 260 reliant Youghal, Whitegate, Cloyne, Ballycotton et Ardmore.

## Sport
L'association d'athlètes gaéliques est bien soutenue à Carrigtwohill. Les installations du club GAA local comprennent un gymnase moderne et trois terrains de jeu, dont deux éclairés. Le Carrigtwohill GAA a une équipe de hurling senior, qui a remporté le championnat du comté de Cork dans le niveau intermédiaire intermédiaire en 2007. En 2011, Carrigtwohill a remporté la finale du comté, pour la première fois depuis 1918.
Il existe également un club de football, le Carrigtwohill United AFC, qui joue à Ballyadam, au nord-est de la ville. Ils ont plusieurs emplacements et vestiaires à Ballyadam.
Parmi les différents clubs actifs à Carrigtwohill, on peut citer le Glenmary Basketball Club, le Carrigtwohill Badminton Club, un club d’athlétisme et un club de tennis.